# تپه سرخ
تپه سرخ مربوط به هزاره سوم پیش از میلاد تا دوره تاریخی است و در شهرستان تربت جام، روستای سمنگان واقع شده و این اثر در تاریخ ۱۶ اسفند ۱۳۸۴ با شمارهٔ ثبت ۱۴۳۰۳ به‌عنوان یکی از آثار ملی ایران به ثبت رسیده‌است.